# Leopold Kremžar
Leopold Kremžar, slovenski politik, * 30. januar 1949.
Kremžar je bil kot član LDS poslanec 3. državnega zbora Republike Slovenije.